# N300 (België)
De N300 is een gewestweg in de Belgische provincie West-Vlaanderen. De weg verbindt Heist met Ramskapelle, beide deelgemeenten van Knokke-Heist, tot aan de grens met Oostkerke, een deelgemeente van Damme. De weg heeft een totale lengte van ongeveer 5 kilometer.

## Traject
De N300 loopt vanaf de N34 (Koninklijke Baan) in Heist in zuidoostelijke richting. Ter hoogte van Ramskapelle loopt de N300a door het dorpscentrum, terwijl de N300 kaarsrecht langs het dorp loopt. Bij de N376 verloopt de aansluiting middels een rotonde.

## N300a
De N300a is een verbindingsweg op het grondgebied van Ramskapelle, een deelgemeente van Knokke-Heist. De weg heeft een totale lengte van 1,2 kilometer.
De N300a loopt door het dorpscentrum van Ramskapelle, terwijl de N300 kaarsrecht langs het dorp loopt.